# Langota

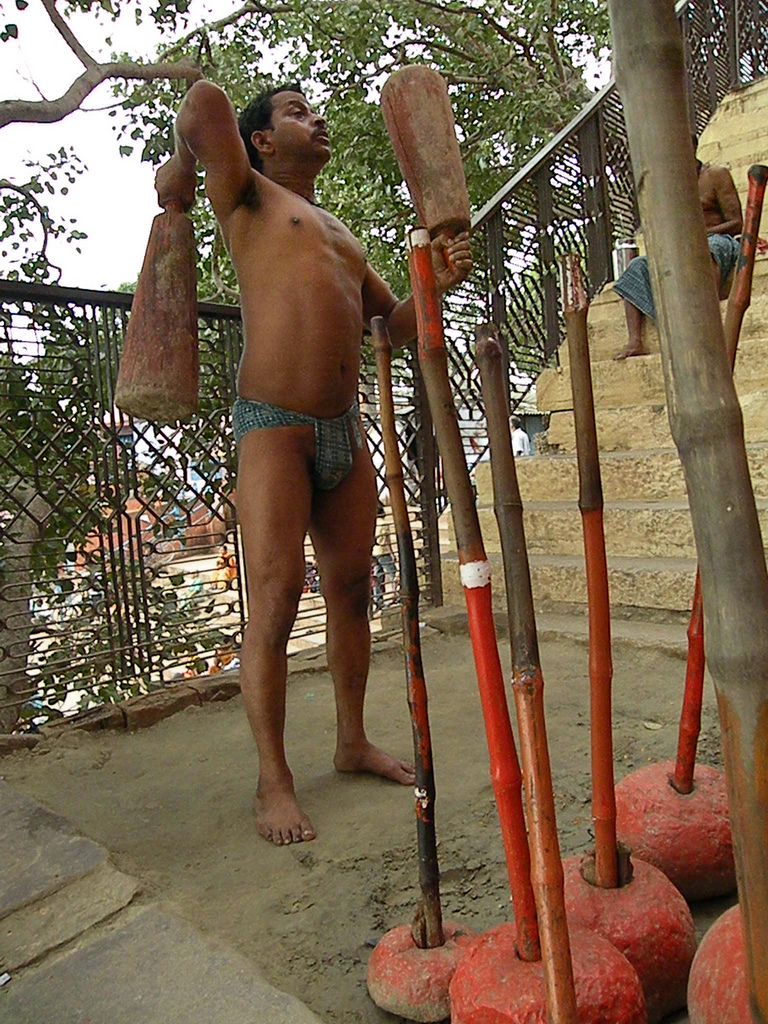
Một người Ấn Độ đào tạo đấu vật akhara đang mặc một langot

Langota hoặc Langoti là một phong cách truyền thống của vải choàng của người Ấn Độ. Nó đã được mặc như đồ lót. Nó bây giờ được sử dụng chủ yếu bởi những người đàn ông khi tập thể dục và trò chơi thể chất cường độ cao khác đặc biệt là vật lộn, để ngăn chặn chứng thoát vị và tinh mạc.

## Phương pháp
Quần vải mỏng là loại vải cotton dài khoảng 3 "và rộng 24". Nó được đặt đầu tiên giữa hai chân và sau đó quấn quanh eo rất chặt chẽ.

## Liên kết bên ngoài
- "The Langota". Yatan Holistic Ayurvedic Centre. Truy cập ngày 10 tháng 8 năm 2012.